# Остроменчин
Остроменчин, або Остроменч (пол. Ostromęczyn) — село в Польщі, у гміні Плятерув Лосицького повіту Мазовецького воєводства. Населення — 233 особи (2011).

## Історія
Поблизу села над річкою лежить давнє руське городище XI—XII століть.
1720 року вперше згадується греко-католицька церква в селі.
За даними етнографічної експедиції 1869—1870 років під керівництвом Павла Чубинського, у селі переважно проживали греко-католики, які розмовляли українською мовою.
У 1975—1998 роках село належало до Білопідляського воєводства.

## Населення
Демографічна структура станом на 31 березня 2011 року:
|          | Загалом | Допрацездатний вік | Працездатний вік | Постпрацездатний вік |
| -------- | ------- | ------------------ | ---------------- | -------------------- |
| Чоловіки | 124     | 21                 | 87               | 16                   |
| Жінки    | 109     | 26                 | 50               | 33                   |
| Разом    | 233     | 47                 | 137              | 49                   |